# Golfo de Gênova

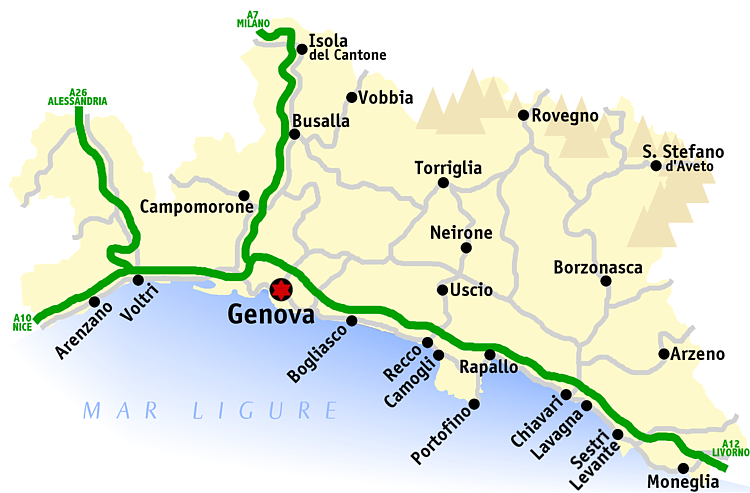
Localidades do golfo de Gênova.

O golfo de Gênova(pt-BR) ou golfo de Génova(pt-PT?) (em italiano:Golfo di Genova) é a parte norte do mar Lígure. O comprimento de sua abertura, orientada a sul, é de uns 140 km.
O golfo de Génova estende-se do golfo de La Spezia, a leste, até à cidade de Impéria, a oeste. A maior cidade que se situa nas suas margens, e que lhe dá nome, é Gênova, uma das cidades portuárias mais importantes do Mediterrâneo.
As costas do golfo de Gênova pertencem às quatro províncias da Ligúria: Imperia, Savona, Génova e La Spezia.
Era chamado de Golfo Gálico durante o período romano.